# المجمع المقدس للكنيسة القبطية الأرثوذكسية
المَجْمع المقدس هو الهيئة العليا داخل للكنيسة القبطية الأرثوذكسية ويرأسه البابا الأنبا تواضروس الثاني بابا الإسكندرية وبطريرك الكرازة المرقسية. يجتمع مرة كل سنة لمدة أسبوع من أجل مناقشة الأوضاع التشريعية والكهنوتية واللاهوتية، ويضم 12 لجنة أو أكثر. ويقوم أحيانًا بأدوار ذات طابع اجتماعي أو سياسي، فيجتمع بدعوة من بابا الكنيسة أثناء الأزمات، ليعطي رأيه في الحدث - لكن جوهر عمله غير سياسي. ويضع القواعد والأنظمة المتعلقة بمسائل الكنيسة المنظمة والإيمان، وأمور الخدمة.
المجمع المقدس يرأسه بابا الإسكندرية وبطريرك الكنيسة القبطية الأرثوذكسية ويضم مطارنة وأساقفة الكنيسة، ورؤساء الأديرة، ووكيلي البطريركية للإسكندرية والقاهرة.

## دور المجمع المقدس في الكنيسة القبطية
له 3 وظائف رئيسية:
- السلطة الكهنوتية والرعوية العليا لكل أتباع الكنيسة - وتشمل سلطته الإكليروس وكل الشعب.
- السلطة التشريعية العليا في الكنيسة، وله أن يسن قوانين للكنيسة، مما يتفق مع الاحتياجات الجديدة للكنيسة.
- المسئول الأعلى عن الإيمان والعقيدة والطقس، وله أن يفسر قواعد الإيمان بما لا يتعارض مع التسليم الكنسى الثابت. فهو المرجع الأول في العقيدة والطقوس الكنسية.[2]

## بابا الإسكندرية وبطريرك الكرازة المرقسية
الإسكندرية كانت عاصمة مصر عندما بشّر الشهيد العظيم مار مرقس بالمسيحية في القرن الأول، وهي أول مدينة آمن أهلها بالرب يسوع المسيح وبنى القديس مار مرقس بها أول كنيسة على اسم السيد المسيح، وهي المدينة التي اُستشهد بها القديس مار مرقس الرسول، لذلك يــُسمى بابا الأقباط باسم بابا الإسكندرية نسبة إلى تلك المدينة المقدسة، حيث أن بابا الأقباط هو خليفةً للشهيد العظيم مار مرقس الرسول، وهو بطريرك أي أب الآباء، الكرازة المرقسية أي الكنيسة التي قامت ببركة الرب يسوع المسيح ببشارة الشهيد مار مرقس الرسول.
وفقا لتقاليد الكنيسة القبطية الأرثوذكسية بابا الإسكندرية هو رئيس المجمع الكنسي.
رسامة الأب البطريرك تتم وفقًا لقرعة هيكلية تحدث بعد صلوات القداس داخل الكنيسة بسبب الإيمان بعظمة المشيئة الإلهية في اختيار راعي الكنيسة القبطية...وهذا التقليد الكنسي متبع من القرن الأول عندما تم اختيار الرسول متياس ليكون الرسول الثاني عشر من الرسل القديسين.
الكنيسة القبطية الأرثوذكسية هي كنيسة رسولية آبائية أي أنها كنيسة قامت على أساس التسليم المقدس من الآباء الرسل القديسين، اعتمادًا على تعاليمهم التي أخذوها مباشرةَ من السيد المسيح له كل المجد وتم تأسيسها على يد الشهيد العظيم القديس مار مرقس الرسول في القرن الأول الميلادي.

## الأعضاء
- عدد الأعضاء غير ثابت، وبه ١٤٢ عضو حاليًا.[4] [5] والفئات الذي يمثلها متفق عليها، فيضم المطارنة الذين يترأسون المطرانيات، ورؤساء الأديرة، وأساقفة الأبراشيات، والأساقفة العموميون، في مصر والخارج، ووكيلي البطريركية بالإسكندرية والقاهرة.

- عضوية المجمع دائمة لمن هم في درجة الأسقفية بشخصهم، ولوكيلي البطريركية بصفتهم.

### رئيس المجمع (البطريرك)
صاحب الغبطة والقداسة البابا الأنبا تواضروس الثاني، بابا الإسكندرية وبطريرك الكرازة المرقسية البطريرك رقم 118. في عداد بطاركة الكنيسة القبطية الأرثوذكسية، سيم أسقفًا عامًا للبحيرة في 1997/6/15 بيد البابا شنودة الثالث 117. وبعد نياحة البابا شنودة الثالث في 2012/3/17، أِختير بطريركا بالقرعة الهيكلية في 2012/11/4 وتم تجليسه كبطريرك في 2012/11/18.

### مطارنة داخل مصر
1. الأنبا ويصا مطران البلينا وبرديس وأولاد طوق ورئيس دير الشهيدة دميانة والقديس مويسيس للراهبات. سيم أسقفًا في 1975/6/22 ورقى مطرانا في 2006/3/19 بيد البابا شنودة الثالث، رقم 117.
2. الأنبا بفنوتيوس مطران سمالوط وطحا الأعمدة، سيم أسقفًا في 1976/6/13 بيد البابا شنودة الثالث، رقم 117. ورقي مطرانًا في 28/2/2016 بيد البابا تواضروس الثاني، رقم 118.
3. الأنبا بنيامين مطران المنوفية، سيم أسقفًا في 1976/6/13 بيد البابا شنودة الثالث، رقم 117. و تم ترقيته مطرانًا في 28/2/2016 بيد البابا تواضروس الثاني، رقم 118.
4. الأنبا تادرس مطران بورسعيد، سيم أسقفًا في 1976/11/14 بيد البابا شنودة الثالث، رقم 117. ورقي مطرانًا في 28/2/2016 بيد البابا تواضروس الثاني، رقم 118.
5. الأنبا بولا مطران طنطا وتوا بعها.، سيم خوري إبسكوبوس في 1977/5/29 وأسقفًا عامًا في 1980/5/25 وجلس أسقف لطنطا في 1989/6/18 بيد البابا شنودة الثالث، رقم 117. ورقى مطرانا في 2018/11/25 بيد البابا تواضروس الثاني، رقم 118.
6. الأنبا بسادة مطران أخميم وساقلته ورئيس دير الشهداء، سيم أسقفًا في 1980/5/25 بيد البابا شنودة الثالث، رقم 117. ورقى مطرانا في 2018/11/25 بيد البابا تواضروس الثاني، رقم 118.
7. الأنبا أندراوس مطران أبو تيج وصدفا والغنائم، سيم أسقفًا في 1980/5/25 بيد البابا شنودة الثالث، رقم 117. ورقى مطرانا في 2018/11/25 بيد البابا تواضروس الثاني، رقم 118.
8. الأنبا إشعياء مطران طهطا وجهينة، سيم أسقفًا في 1980/5/25 بيد البابا شنودة الثالث، رقم 117. ورقى مطرانا في 2018/11/25 بيد البابا تواضروس الثاني، رقم 118.
9. الأنبا مرقس مطران شبرا الخيمة وتوابعها، سيم خوري إبسكوبوس في 1978/6/18 وأسقفًا عامًا في 1985/6/2 وجلس أسقفًا لشبرا الخيمة وتوابعها في 1992/6/14 بيد البابا شنودة الثالث، رقم 117.و رقى مطرانا في 2018/11/25 بيد البابا تواضروس الثاني
10. الأنبا ابرآم مطران الفيوم ورئيس دير الملاك غبريال العامر بجبل النقلون، سيم أسقفًا في 1985/6/2 بيد البابا شنودة الثالث، رقم 117. ورقى مطرانا في 2018/11/25 بيد البابا تواضروس الثاني، رقم 118.
11. الأنبا برسوم مطران ديروط وصنبو ورئيس دير السيدة العذراء مريم ورئيس الملائكة ميخائيل للراهبات بديروط، سيم أسقفًا في 22/ 6/ 1986 بيد البابا شنودة الثالث رقم 117 و رقى مطرانا في 2٠/ 11/ 2٠22 بيد البابا تواضروس الثاني رقم 118.
12. الأنبا باخوم مطران سوهاج والمنشاه والمراغه، سيم أسقفًا في 22/ 6 / 1986 بيد البابا شنودة الثالث رقم 117. و رقى مطرانا في 2٠/ 11/ 2٠22 بيد البابا تواضروس الثاني رقم 118.
13. الأنبا ديمتريوس مطران ملوي و أنصنا و الأشمونين و رئيس دير ابوفانا للرهبان و دير البتول للراهبات، سيم أسقفًا في 22/ 6/ 1986 بيد البابا شنودة الثالث  رقم 117 و رقى مطرانا في 2٠/ 11/ 2٠22 بيد البابا تواضروس الثاني رقم 118.
14. الأنبا توماس مطران القوصية و مير، سيم أسقفًا في 13/ 11/ 1988 بيد البابا شنودة الثالث رقم 117 و رقى مطرانا في 2٠/ 11/ 2٠22 بيد البابا تواضروس الثاني رقم 118.
15. الأنبا دانيال مطران المعادى وتوابعها، سيم أسقفًا عامًا في 26/ 5/ 1991 بيد البابا شنودة الثالث رقم 117. و جلس أسقفًا للمعادى في 1٠/ 3/ 2٠13 و رقى مطرانا في 2٠/ 11/ 2٠22 بيد البابا تواضروس الثاني رقم 118..
16. الأنبا شاروبيم مطران قنا وقفط، سيم أسقفًا في 26/ 5/ 1991 بيد البابا شنودة الثالث رقم 117 و رقى مطرانا في 2٠/ 11/ 2٠22 بيد البابا تواضروس الثاني رقم 118.
17. الأنبا بيمن مطران نقادة وقوص ورئيس دير رئيس الملائكة الجليل ميخائيل للرهبان و دير مارجرجس (المجمع) للراهبات ببرية الأساس، سيم أسقفًا في 26/ 5/ 1991 بيد البابا شنودة الثالث رقم 117. و رقى مطرانا في 2٠/ 11/ 2٠22 بيد البابا تواضروس الثاني رقم 118.
18. الأنبا تكلا مطران دشنا و توابعها، سيم أسقفًا في 26/ 5/ 1991 بيد البابا شنودة الثالث رقم117 و رقى مطرانا في 2٠/ 11/ 2٠22 بيد البابا تواضروس الثاني رقم 118.
19. الأنبا مكسيموس مطران بنها و قويسنا، سيم أسقفًا في 14/ 6 / 1922 بيد البابا شنودة الثالث رقم 117 و رقى مطرانا في 2٠/ 11/ 2٠22 بيد البابا تواضروس الثاني رقم 118.

### مطارنة خارج مصر
1. الأنبا انطونيوس مطران الكرسي الاورشليمي والشرق الادنى ورئيس دير القديس العظيم الأنبا أنطونيوس بالقدس، سيم أسقفًا ورقي مطرانًا في 28/2/2016 بيد البابا تواضروس الثاني، رقم 118.
2. الأنبا سيرابيون مطران لوس انجلوس وكاليفورنيا وهاواى ورئيس دير القديس العظيم الأنبا أنطونيوس بكاليفورنيا، سيم أسقفًا عامًا في 1985/6/2 ثم جلس أسقفًا في 1995/11/14 بيد البابا شنودة الثالث 117، ورقي مطرانًا في 28 /2/ 2016 بيد البابا تواضروس الثاني، رقم 118.
3. الأنبا أنطونيوس مرقس مطران جنوب أفريقيا، سيم اسقف عام في 1976/6/13 بيد البابا شنودة الثالث، رقم 117 وتم تجليسه وترقيته كمطران لجنوب افريقيا في 9/6/2019 بيد البابا تواضروس الثاني رقم 118
4. الأنبا يوسف مطران جنوبي الولايات المتحدة الأمريكية ورئيس دير السيدة العذراء مريم والقوى الأنبا موسى للرهبان بتكساس ودير السيدة العذراء مريم والقديسة دميانة للراهبات بجورجيا، سيم أسقفًا عامًا في 1992/6/14 ثم جلس أسقفًا في 1995/11/12 بيد البابا شنودة الثالث، رقم 117، ورقي مطرانا في 2٠/ 11/ 2٠22 بيد البابا تواضروس الثاني رقم 118

### أساقفة الايبارشيات داخل مصر
1. الأنبا أمونيوس أسقف الأقصر وأرمنت واسنا. سيم أسقفًا في 1976/6/13 بيد البابا شنودة الثالث، رقم 117. (معتكف بالدير منذ قرار إيقافه في 2001 )
2. الأنبا متياس أسقف المحلة الكبرى وتوابعها، سيم أسقفًا في 1989/6/18 بيد البابا شنودة الثالث، رقم 117. (استقال من منصبه في 2005)
3. الأنبا يوأنس أسقف أسيوط وتوابعها ورئيس دير السيدة العذراء مريم بجبل أسيوط الغربي ودير القديس هرمينا السائح بجبل قاو بالبدارى، سيم أسقفًا عامًا في 1993/6/6 بيد البابا شنودة الثالث، رقم 117. وجلس أسقفًا لأسيوط وتوابعها في 2015/5/24 بيد البابا تواضروس الثاني، رقم 118.
4. الأنبا غبريال أسقف بني سويف وتوابعها، سيم أسقفًا عامًا في 1997/6/15 وجلس أسقفًا 2001/6/3 بيد البابا شنودة الثالث، رقم 117.
5. الأنبا جوارجيوس أسقف مطاي وتوابعها، سيم أسقفًا عامًا في 30/5/1999 ثم جلس أسقفًا لمطاي في 2001/6/3 بيد البابا شنودة الثالث، رقم 117.
6. الأنبا اسطفانوس أسقف ببا والفشن وسمسطا، سيم أسقفًا عامًا في 1999/5/30 وجلس أسقفًا 2001/6/3 بيد البابا شنودة الثالث، رقم 117.
7. الأنبا تيموثاوس أسقف الزقازيق ومنيا القمح، سيم أسقفًا عامًا في 1999/5/30 وجلس أسقفًا للزقازيق ومنيا القمح 2009/6/7 بيد البابا شنودة الثالث، رقم 117.
8. الأنبا سارافيم أسقف الإسماعيلية، سيم أسقفًا في 2001/6/3 بيد البابا شنودة الثالث، رقم 117.
9. الأنبا أبوللو أسقف جنوب سيناء ورئيس دير موسى النبي بجنوب سيناء، سيم أسقفًا في 2001/6/3 بيد البابا شنودة الثالث، رقم 117.
10. الأنبا أغاثون أسقف مغاعة والعدوة، سيم أسقفًا في 2001/9/9 بيد البابا شنودة الثالث، رقم 117.
11. الأنبا قزمان أسقف سيناء الشمالية، سيم أسقفًا في 2001/9/9 بيد البابا شنودة الثالث، رقم 117.
12. الأنبا مكاريوس أسقف المنيا ورئيس دير الأم سارة سيم أسقفا عاما في 2004/5/30 بيد البابا شنودة الثالث رقم 117 و جلس اسقفا للمنيا وتوابعها في 2021/3/7 بيد البابا تواضروس الثاني رقم 118
13. الأنبا ثيؤدوسيوس أسقف وسط الجيزة.، سيم أسقفًا عامًا في 2009/6/7 بيد البابا شنودة الثالث، رقم 117. وجلس أسقفًا لوسط الجيزة في 2013/3/10 بيد البابا تواضروس الثاني، رقم 118.
14. الأنبا صليب أسقف ميت غمر وتوابعها، سيم أسقفًا عامًا في 2009/6/7 بيد البابا شنودة الثالث، رقم 117. وجلس أسقفًا لميت غمر في 2013/6/16 بيد البابا تواضروس الثاني، رقم 118.
15. الأنبا مرقوريوس أسقف جرجا وتوابعها ورئيس دير رئيس الملائكة ميخائيل الشرقي، سيم في 2009/6/7 بيد البابا شنودة الثالث، رقم 117.
16. الأنبا مقار أسقف مراكز الشرقية والعاشر من رمضان، سيم أسقفًا في 2013/3/10 بيد البابا تواضروس الثاني، رقم 118.
17. الأنبا صموئيل أسقف طموه وتوابعها، سيم أسقفًا في 2013/3/10 بيد البابا تواضروس الثاني، رقم 118.
18. الأنبا دوماديوس أسقف أكتوبر وأوسيم، سيم أسقفًا في 2013/3/10 بيد البابا تواضروس الثاني، رقم 118.
19. الأنبا يوحنا أسقف شمال الجيزة، سيم أسقفًا في 2013/3/10 بيد البابا تواضروس الثاني، رقم 118.
20. الأنبا زوسيما أسقف أطفيح والصف، سيم أسقفًا في 2013/3/10 بيد البابا تواضروس الثاني، رقم 118.
21. الأنبا بموا أسقف السويس، سيم أسقفًا في 2014/6/1 بيد البابا تواضروس الثاني، رقم 118.
22. الأنبا اسحق أسقف طما، سيم أسقفًا عام في 2014/6/1 وجلس أسقفًا لطما في 2018/11/25 بيد البابا تواضروس الثاني رقم 118.
23. الأنبا ماركوس أسقف دمياط وكفر الشيخ وبراري بلقاس ورئيس دير القديسة دميانة للراهبات، سيم أسقفًا عامًا في 2014/6/1 وجلس أسقفًا لدمياط وكفر الشيخ في 2018/11/25 بيد البابا تواضروس الثاني رقم 118.
24. الأنبا ايلاريون أسقف البحيرة وتوابعها، سيم اسقفا عاما في 2015/5/24 وجلس اسقفا للبحيرة في 1 /6/ 2025 بيد البابا تواضروس الثاني رقم 118
25. الأنبا أرسانيوس أسقف الوادى الجديد والواحات وتوابعها.، سيم أسقفًا في 2018/11/25 بيد البابا تواضروس الثاني رقم 118.
26. الأنبا ميخائيل أسقف حلوان والمعصرة وتوابعها، سيم اسقفا عاما في 2018/11/25  ثم جلس أسقفا في 10/ 3/ 2024 بيد البابا تواضروس الثاني، رقم 118.
27. الأنبا ثاؤفيلوس أسقف منفلوط، سيم أسقفا في 2019/6/9 بيد البابا تواضروس الثاني رقم 118
28. الأنبا إيلاريون أسقف البحر الاحمر، سيم أسقفا في 2019/6/9 بيد البابا تواضروس الثاني رقم 118
29. الأنبا فيلوباتير أسقف ابوقرقاص، سيم أسقفا في 2021/3/7 بيد البابا تواضروس الثاني رقم 118
30. الأنبا فام أسقف شرق المنيا، سيم أسقفا في 2021/3/7 بيد البابا تواضروس الثاني رقم 118
31. الأنبا أكسيوس أسقف المنصورة وتوابعها، سيم أسقفا عاما في 2021/3/7 ثم جلس أسقفا في 10/ 3/ 2024  بيد البابا تواضروس الثاني رقم 118
32. الأنبا بيشوى أسقف أسوان، سيم أسقفا في 5/ 6/ 2022 بيد البابا تواضروس الثاني رقم 118
33. الأنبا انيانوس أسقف بنى مزار و البهنسا، سيم أسقفا في 5/ 6/ 2022 بيد البابا تواضروس الثاني  رقم 118.
34. الأنبا نوفير أسقف شبين القناطر و توابعها، سيم أسقفا في 5/ 6/ 2022 بيد البابا تواضروس الثاني  رقم 118.
35. الأنبا بيسنتى أسقف أبنوب و الفتح و توابعها و رئيس دير مارمينا المعلق بجبل أبنوب، سيم أسقفا في 5/ 6/ 2022 بيد البابا تواضروس الثاني  رقم 118.
36. الأنبا بضابا أسقف نجع حمادي وتوابعها، سيم أسقفا في 10/ 3/ 2024  بيد البابا تواضروس الثاني رقم 118
37. الأنبا كاراس أسقف مطروح والخمس مدن الغربية، سيم أسقفا في 1/ 6/ 2025  بيد البابا تواضروس الثاني رقم 118
38. الأنبا مينا أسقف برج العرب والعامرية بالاسكندرية، سيم أسقفا في 1/ 6/ 2025  بيد البابا تواضروس الثاني رقم 118
39. الأنبا بقطر أسقف دير مواس ودلجا بمحافظة المنيا، سيم أسقفا في 1/ 6/ 2025  بيد البابا تواضروس الثاني رقم 118

### أساقفه الايبارشيات خارج مصر

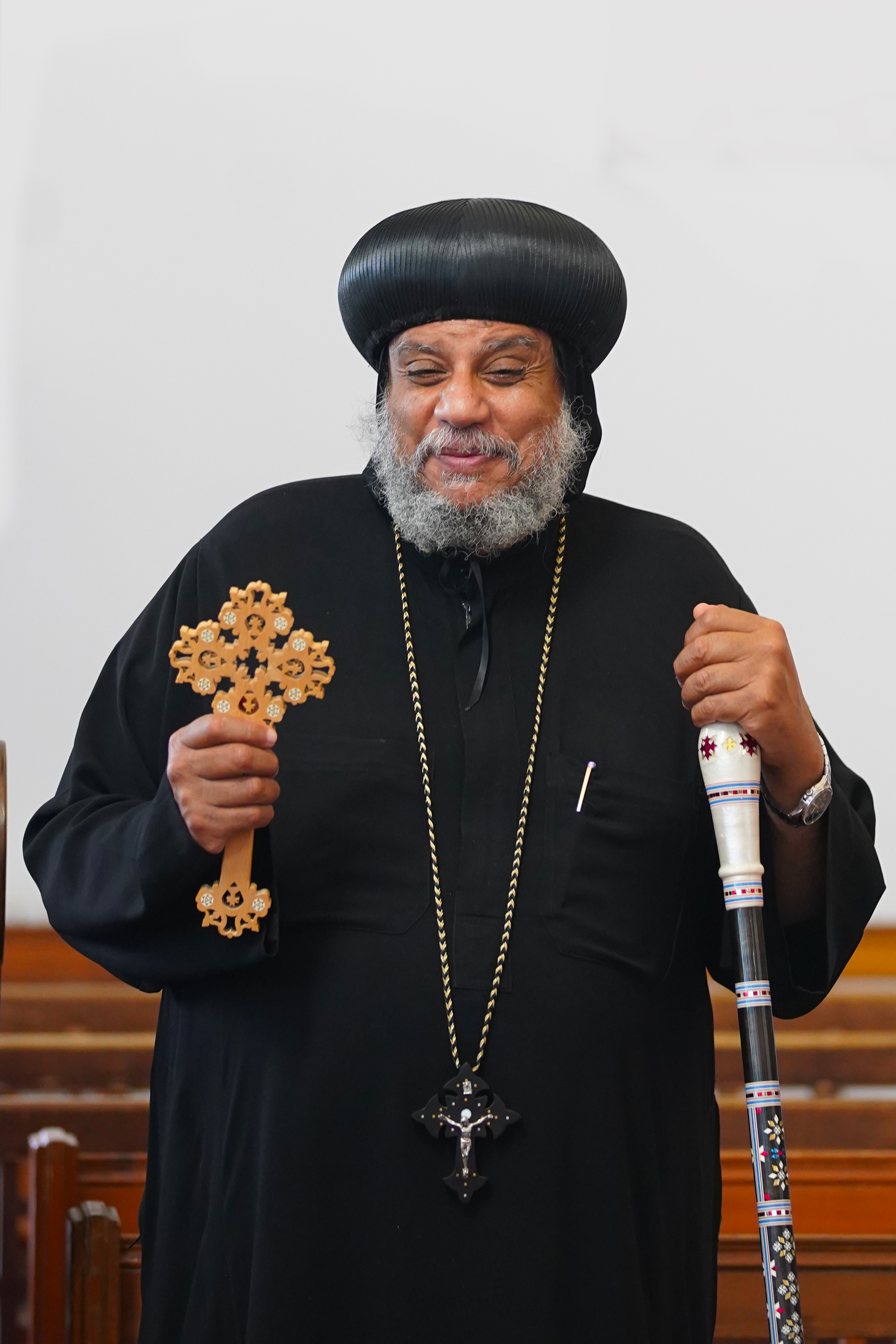
الأنبا أنطونيو أسقف ميلانو

1. الأنبا ميصائيل أسقف برمنجهام وتوابعها، سيم أسقفًا عامًا في 1980/5/25 ثم جلس أسقفًا لبرمنجهام في 1991/5/26 بيد البابا شنودة الثالث، رقم 117.
2. الأنبا صرابامون أسقف عطبرة وأم درمان والنوبة وشمال السودان، سيم في 1993/11/14 بيد البابا شنودة الثالث، رقم 117.
3. الأنبا أنطوني أسقف إسكتلندا وأيرلندا وشمال شرق إنجلترا ورئيس دير البابا اثناسيوس الرسولى بانجلترا ودير مارجرجس للراهبات بايرلندا، سيم في 1995/6/11 بيد البابا شنودة الثالث، رقم 117.
4. الأنبا دميان أسقف شمال ألمانيا وتوابعها ورئيس دير السيدة العذراء مريم والقديس موريس بهوكستر بألمانيا، سيم أسقفًا عامًا في 1995/6/11 بيد البابا شنودة الثالث، رقم 117. ثم جلس أسقفًا في 2013/6/16 بيد البابا تواضروس الثاني، رقم 118.
5. الأنبا برنابا أسقف تورينو وروما وتوابعها، سيم أسقفًا عامًا في 1995/6/1 ثم جلس أسقفًا في 1996/6/2 بيد البابا شنودة الثالث، رقم 117.
6. الأنبا سوريال أسقف ملبورن ونيوزيلندا وتوابعها، سيم أسقفًا عامًا في 1997/6/15 ثم جلس أسقفًا في 1999/11/14 بيد البابا شنودة الثالث، رقم 117.(استقال من المنصب ويخدم حاليا باكليريكية نيوجرسي)
7. الأنبا ديفيد أسقف نيويورك وتوابعها، سيم أسقفًا عامًا في 1999/11/14 بيد البابا شنودة الثالث، رقم 117. ثم جلس أسقفًا في 2013/11/17 بيد البابا تواضروس الثاني، رقم 118.
8. الأنبا انجيلوس أسقف لندن وتوابعها، سيم أسقفًا عامًا في 1999/11/14 بيد البابا شنودة الثالث، رقم 117. ثم جلس أسقفًا في 2017/11/12 بيد البابا تواضروس الثاني، رقم 118.
9. الأنبا جبرييل أسقف النمسا والقطاع الألماني بسويسرا ورئيس دير الأنبا انطونيوس بالنمسا، سيم أسقفًا عامًا في 2000/6/18 ثم جلس أسقفًا في 2004/5/30 بيد البابا شنودة الثالث، رقم 117.
10. الأنبا إيليا أسقف الخرطوم وجنوب السودان ورئيس دير الأنبا انطونيوس والأنبا موسى بالخرطوم، سيم في 2001/6/3 بيد البابا شنودة الثالث، رقم 117.
11. الأنبا دانييل أسقف سيدنى وتوابعها بأستراليا، سيم في 2002/6/22 بيد البابا شنودة الثالث، رقم 117.
12. الأنبا أباكير أسقف الدول الأسكندنافية، سيم أسقفًا عامًا في 2004/5/30 ثم جلس أسقفًا في 2009/6/7 بيد البابا شنودة الثالث، رقم 117.
13. الأنبا اغاثون أسقف البرازيل، سيم في 2006/6/11 بيد البابا شنودة الثالث، رقم 117.
14. الأنبا يوسف أسقف بوليفيا، سيم في 2006/6/11 بيد البابا شنودة الثالث، رقم 117.
15. الأنبا مينا أسقف ميسيسوجا وفانكوفر وغرب كندا، سيم أسقفًا عامًا في 2009/6/7 بيد البابا شنودة الثالث، رقم 117. ثم جلس أسقفًا في 2013/3/10 بيد البابا تواضروس الثاني، رقم 118.
16. الأنبا ارسانى أسقف هولندا وبلجيكا، سيم في 2013/6/16 بيد البابا تواضروس الثاني، رقم 118.
17. الأنبا لوقا أسقف جنوب فرنسا والقطاع الفرنسى بسويسرا، سيم أسقفًا عامًا في 2013/6/16 ثم جلس أسقفًا في 2015/5/24 بيد البابا تواضروس الثاني، رقم 118.
18. الأنبا بافلوس أسقف اليونان، سيم أسقفًا عامًا في 2013/6/16 ثم جلس أسقفًا في 2016/6/12 بيد البابا تواضروس الثاني رقم 118.
19. الأنبا كاراس أسقف بنسلفانيا وميريلاند وديلاوير ووست فرجينيا بأمريكا، سيم أسقفًا عامًا في 2014/6/1 ثم جلس أسقفًا في 2017/11/12 بيد البابا تواضروس الثاني، رقم 118.
20. الأنبا مارك أسقف باريس وشمال فرنسا، سيم أسقفًا عامًا في 2015/5/24 ثم جلس أسقفًا في 2017/11/12 بيد البابا تواضروس الثاني، رقم 118.
21. الأنبا بيتر أسقف نورث كارولينا وساوث كارولينا وتوابعها بالولايات المتحدة، سيم في 2016/6/12 بيد البابا تواضروس الثاني رقم 118.
22. الأنبا أنطونيو أسقف ميلانو وتوابعها ورئيس دير الأنبا شنودة رئيس المتوحدين، سيم أسقفًا في 2017/11/12 بيد البابا تواضروس الثاني رقم 118.
23. الأنبا سيرافيم أسقف أوهايو وميتشجن وانديانا، سيم أسقفًا في 2017/11/12 بيد البابا تواضروس الثاني، رقم 118.
24. الأنبا جيوفانى أسقف وسط أوروبا وتوابعها، سيم أسقفًا في 2017/11/12 بيد البابا تواضروس الثاني رقم 118.
25. الأنبا بولس أسقف اوتاوا ومونتريال وشرق كندا، سيم أسقفا في 2019/6/9 بيد البابا تواضروس الثاني رقم 118
26. الأنبا چوزيف أسقف ناميبيا وبتسوانا و زيمبابوى ومالاوى بأفريقيا، سيم اسقفا عاما في 2021/3/7 ثم جلس أسقفا في 10/ 3/ 2024  بيد البابا تواضروس الثاني رقم 118
27. الأنبا ديسقورس أسقف جنوب ألمانيا ورئيس دير أنبا أنطونيوس بكريفلباخ ، سيم أسقفا في 1/ 6/ 2025  بيد البابا تواضروس الثاني رقم 118

### رؤساء الأديرة داخل مصر
1. الأنبا متاؤس أسقف ورئيس دير السريان، سيم خوري إبسكوبوس في 1978/6/18ثم أسقفًا عامًا في 25/5/1980 ثم رئيسا للدير في 6/6/1993 بيد البابا شنودة الثالث، رقم 117.
2. الأنبا باسيليوس أسقف ورئيس ديرالأنبا صموئيل المعترف بجبل القلمون، سيم في 1991/5/26 بيد البابا شنودة الثالث
3. الأنبا يسطس أسقف ورئيس دير الأنبا أنطونيوس، سيم في 1991/11/17 بيد البابا شنودة الثالث
4. الأنبا ايسيذوروس أسقف ورئيس دير البراموس، سيم في 1992/6/14 بيد البابا شنودة الثالث
5. الأنبا كيرلس آفا مينا أسقف ورئيس دير مارمينا بصحراء مريوط - الإسكندرية، سيم في 2003/6/15 بيد البابا شنودة الثالث
6. الأنبا مينا أسقف ورئيس دير مارجرجس بالخطاطبة، سيم في 2006/6/11 بيد البابا شنودة الثالث
7. الأنبا دانيال أسقف ورئيس دير الأنبا بولا بالبحر الأحمر، سيم في 2006/11/14 بيد البابا شنودة الثالث
8. الأنبا اولوجيوس أسقف ورئيس دير الأنبا شنودة رئيس المتوحدين بسوهاج والمشرف على دير رئيس الملائكة الجليل ميخائيل بجبل أخميم، سيم في 2013/6/16 بيد البابا تواضروس الثاني، رقم 118.
9. الأنبا بيجول أسقف ورئيس دير السيدة العذراء المحرق ورزقة الدير وعزبة توما، سيم في 2017/11/12 بيد البابا تواضروس الثاني، رقم 118.
10. الأنبا ساويرس أسقف ورئيس دير الانبا توماس بالخطاطبة وسوهاج وماربقطر بالخطاطبة والمشرف على دير الانبا موسى بالعلمين، سيم أسقفًا عامًا في 2018/11/25 و جلس في 2021/3/7 بيد البابا تواضروس الثاني رقم 118.
11. الأنبا متاؤس أسقف ورئيس دير السيدة العذراء بجبل أخميم، سيم في 2019/6/9 بيد البابا تواضروس الثاني رقم 118
12. الأنبا أغابيوس أسقف ورئيس دير الأنبا بيشوى بوادى النطرون، سيم أسقفا في 2021/3/7 بيد البابا تواضروس الثاني رقم 118
13. الأنبا أرسانيوس أسقف ورئيس دير الانبا باخوميوس بحاجر ادفو بأسوان، سيم أسقفا في 5/ 6/ 2022 بيد البابا تواضروس الثاني  رقم 118.
14. الأنبا ديسقورس أسقف ورئيس دير القديس يحنس القصير بالعلمين، سيم أسقفا في 5/ 6/ 2022 بيد البابا تواضروس الثاني  رقم 118.
15. الأنبا توماس أسقف ورئيس دير السيدة العذراء مريم والملاك ميخائيل بالبهنسا، سيم أسقفا عاما في 5/ 6/ 2022 ثم جلس أسقفا في 10/ 3/ 2024 بيد البابا تواضروس الثاني، رقم 118.
16. الأنبا اقلاديوس أسقف ورئيس دير الأنبا باخوميوس (الشايب) بالأقصر، سيم أسقفا في 10/ 3/ 2024  بيد البابا تواضروس الثاني رقم 118
17. الأنبا باخوميوس أسقف ورئيس دير القديس مكاريوس السكندري بجبل القلالي بالبحيرة، سيم أسقفا في 1/ 6/ 2025  بيد البابا تواضروس الثاني رقم 118

### رؤساء الأديرة خارج مصر
1. الأنبا دانيال أسقف ورئيس دير الأنبا شنوده بسيدني، سيم في 7/6/2009 بيد البابا شنودة الثالث، رقم 117.

### أسقف عام داخل مصر

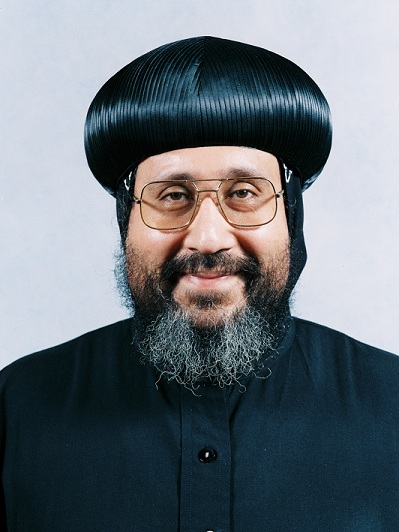
الأنبا إرميا الأسقف العام ورئيس المركز الثقافى الأرثوذكسي

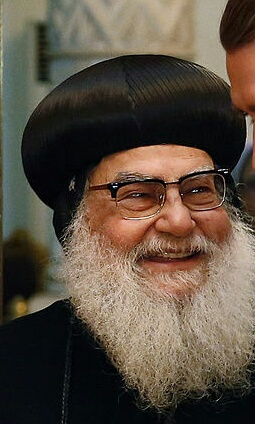
الأنبا موسى الأسقف العام للشباب

1. الأنبا موسى الأسقف العام للشباب، سيم خوري إبسكوبوس في 1978/6/18 ثم أسقف عام في 1980/5/25 بيد البابا شنودة الثالث، رقم 117.
2. الأنبا ديسقوروس الأسقف العام، سيم خوري إبسكوبوس في 1979/6/10 ثم أسقفًا عامًا في 1980/5/25 بيد البابا شنودة الثالث، رقم 117.
3. الأنبا بطرس الأسقف العام ورئيس دير بطمس وقناة اغابي، سيم خوري إبسكوبوس في 1979/6/10 ثم أسقفًا عامًا في 1985/6/2 بيد البابا شنودة الثالث، رقم 117.
4. الأنبا يوحنا الأسقف العام، سيم في 1991/5/26 بيد البابا شنودة الثالث، رقم 117.
5. الأنبا رافائيل الأسقف العام لكنائس وسط القاهرة، سيم في 1997/6/15 بيد البابا شنودة الثالث، رقم 117.
6. الأنبا مكسيموس الأسقف العام لمدينة السلام والحرفيين في القاهرة، سيم في 1999/5/30 بيد البابا شنودة الثالث، رقم 117.
7. الأنبا مارتيروس الأسقف العام لكنائس منطقة شرق السكة الحديد في القاهرة.، سيم في 2001/6/3 بيد البابا شنودة الثالث، رقم 117.
8. الأنبا إرميا الأسقف العام ورئيس المركز الثقافى الأرثوذكسي، سيم في 2004/5/30 بيد البابا شنودة الثالث، رقم 117.
9. الأنبا يوليوس الأسقف العام لكنائس لمصر القديمة والمنيل وفم الخليج والخدمات العامة والاجتماعية، سيم في 2013/3/10 بيد البابا تواضروس الثاني رقم 118.
10. الأنبا ابانوب الأسقف العام لكنائس المقطم وتوابعها، سيم في 2013/6/16 بيد البابا تواضروس الثاني رقم 118.
11. الأنبا مكارى الأسقف العام لكنائس شبرا الجنوبية، سيم في 2013/6/16 بيد البابا تواضروس الثاني رقم 118.
12. الأنبا يوساب الأسقف العام بالأقصر، سيم في 2013/6/16 بيد البابا تواضروس الثاني رقم 118.
13. الأنبا انجيلوس الأسقف العام لكنائس شبرا الشمالية، سيم في 2014/6/1 بيد البابا تواضروس الثاني رقم 118.
14. الأنبا باڤلى الأسقف العام لكنائس حى المنتزة ومدبر خدمة الشباب بالإسكندرية، سيم في 2014/6/1 بيد البابا تواضروس الثاني رقم 118.
15. الأنبا يواقيم الأسقف العام بإسنا وارمنت، سيم في 2015/5/24 بيد البابا تواضروس الثاني رقم 118.
16. الأنبا كليمنضس الأسقف العام لكنائس ألماظة وعزبة الهجانة وزهراء مدينة نصر، سيم في 2015/5/24 بيد البابا تواضروس الثاني، رقم 118.
17. الأنبا هرمينا الأسقف العام لكنائس حى شرق الإسكندرية، سيم في 2015/5/24 بيد البابا تواضروس الثاني رقم 118.
18. الأنبا سيداروس الأسقف العام لكنائس عزبة النخل، سيم في 2021/3/7 بيد البابا تواضروس الثاني رقم 118
19. الأنبا أغناطيوس الأسقف العام بالمحلة الكبرى، سيم أسقفا في 5/ 6/ 2022 بيد البابا تواضروس الثاني  رقم 118.
20. الأنبا أرشليدس الأسقف العام، سيم أسقفا في 5/ 6/ 2022 بيد البابا تواضروس الثاني  رقم 118.
21. الأنبا أولوجيوس الأسقف العام لقطاع كنائس عين شمس والمطرية وحلمية الزيتون بالقاهرة ، سيم أسقفا في 1/ 6/ 2025  بيد البابا تواضروس الثاني رقم 118
22. الأنبا أثناسيوس الأسقف العام لقطاع كنائس حدائق القبة والوايلي والعباسية بالقاهرة ، سيم أسقفا في 1/ 6/ 2025  بيد البابا تواضروس الثاني رقم 118
23. الأنبا أغناطيوس الأسقف العام المساعد لمطران قنا ، سيم أسقفا في 1/ 6/ 2025  بيد البابا تواضروس الثاني رقم 118

### أسقف عام خارجمصر
1. الأنبا مكاريوس الأسقف العام للاريتريين بامريكا، سيم في 1991/5/26 بيد البابا شنودة الثالث، رقم 117.
2. الأنبا بولس الأسقف العام للكرازة بأفريقيا، سيم في 1995/6/11 بيد البابا شنودة الثالث، رقم 117.
3. الأنبا مايكل الأسقف العام لكنائس فيرجينيا بأمريكا، سيم في 2009/6/7 بيد البابا شنودة الثالث، رقم 117.
4. الأنبا ابراهام الأسقف العام المساعد لمطران لوس انجلوس، سيم في 2016/6/12 بيد البابا تواضروس الثاني، رقم 118.
5. الأنبا كيرلس الأسقف العام المساعد لمطران لوس انجلوس، سيم في 2016/6/12 بيد البابا تواضروس الثاني، رقم 118.
6. الأنبا باسيل الأسقف العام المساعد لمطران جنوبي الولايات المتحدة، سيم في 2018/11/25 بيد البابا تواضروس الثاني، رقم 118.
7. الأنبا جريجورى الأسقف العام المساعد لمطران جنوبي الولايات المتحدة، سيم في 2018/11/25 بيد البابا تواضروس الثاني، رقم 118.
8. الأنبا رويس الأسقف العام لآسيا وملبورن باستراليا، سيم في 2021/3/7 بيد البابا تواضروس الثاني رقم 118
9. الأنبا جابرييل الأسقف العام بنيو چرسي بأمريكا، سيم أسقفا في 5/ 6/ 2022 بيد البابا تواضروس الثاني  رقم 118.

### وكيل البطريركية بالقاهرة
- القمص سرجيوس سرجيوس راعي كنيسة مارجرجس بهليوبوليس مصر الجديدة القاهرة (تاريخ التعيين ١٥ ديسمبر ٢٠١١)

### وكيل البطريركية بالإسكندرية
- القمص ابرآم إميل راعي الكاتدرائية المرقسية بمحطة الرمل بالإسكندرية (تاريخ التعيين ١ يوليو ٢٠١٨)

## مواضيع مرتبطة
- كنيسة قبطية أرثوذكسية
- المجلس الملي العام
- المتحف القبطي
- معهد الدراسات القبطية
- تاريخ مصر المسيحية
- بابا الإسكندرية